# Splav
Splav je plovilo koje je načinjeno od povezanih trupaca, trstika ili bačvi koje se rabi za za spuštanje niz rijeku ili kao plutajuća platforma. Može služiti primjerice i kao sredstvo za za prijevoz životinja ili raznih materijala, 
Splav nema trup i obično pluta tokom rijeke. Svrha splava može biti prijevoz trupaca.

## Vanjske poveznice
- Splav Hrvatska tehnička enciklopedija, portal hrvatske tehničke baštine. LZMK